# Zeche Auguste Victoria
Die Zeche Auguste Victoria (kurz AV) ist ein ehemaliges Steinkohlenbergwerk der RAG Aktiengesellschaft in Marl und Haltern am See, das am 18. Dezember 2015 geschlossen wurde. Bis zu seiner Schließung war das Bergwerk das drittletzte aktive Steinkohlebergwerk Deutschlands sowie das zweitletzte im Ruhrgebiet.

## Geschichte

### 1899 bis 1913
Bei Schürfbohrungen stießen der Düsseldorfer Kommerzienrat August Stein (Kaufmann, Weinhändler und Bergbauunternehmer) und Julius Schäfer (Ingenieur und Fabrikant) 1897 auf Steinkohle. Sie gründeten 1899 die bergrechtliche Gewerkschaft Auguste Victoria, die die 1898 konsolidierten Grubenfelder Hansi I und Hansi II erwarb. Benannt war die Gewerkschaft nach der Königin von Preußen und letzten deutschen Kaiserin Auguste Viktoria von Schleswig-Holstein-Sonderburg-Augustenburg. An der Victoriastraße in Hüls begann man mit den Abteufarbeiten von Schacht 1 für das neue Bergwerk. 1899 wurde dem Bergwerk der Anschluss einer Zechenbahn an die Bahnhaltestelle Sinsen genehmigt. 1900 begann man einige Meter weiter, Schacht 2 im Senkschachtverfahren zu teufen. Im Jahre 1901 wurde die Arbeit wegen harter Mergelschichten und Wasserzuflüssen bei 40 m Teufe eingestellt. 1902 wurde die Arbeit an Schacht 2 mit dem Gefrierverfahren wieder aufgenommen, Schacht 1 wurde jedoch vorerst aufgegeben. Die Nummerierung der Schächte wurde aus diesem Grund umgekehrt: Schacht 2 wurde in Schacht 1 umbenannt. 1903 wurde der erste Schacht, nun Schacht 2, weitergeteuft. Schacht 1 erreichte 1904 bei circa 580 m Teufe das flözführende Karbon, Schacht 2 ein Jahr später bei etwa 591 m Teufe. 1905 und 1906 gingen die beiden Schächte in Betrieb. Während die Belegschaft der Zeche 1903 noch 73 Bergleute betrug, stieg sie im Jahre 1904 schon auf 234 Bergleute und bis 1906 auf 878 Bergleute.
Am 1. Juli 1903 übernahm Paul Stein, der Sohn August Steins, als generalbevollmächtigter Direktor die Geschicke der Zeche. Nach 36 Jahren schied er am 1. Juli 1939 aus, um in den Grubenvorstand der Zeche zu wechseln. 1907 erwarb das Chemieunternehmen BASF aus Ludwigshafen das Bergwerk Auguste Victoria. Die Jahresförderung betrug 156.000 Tonnen. Zum Ende des Jahres gingen eine Kokerei und die Kohlewäsche in Betrieb.
Durch die steigende Zahl an Bergleuten kam es bald zu einer Wohnungsknappheit und die Zeche musste 1907 eine Unterkunft für 100 ledige Bergleute bauen. Erst im Jahre 1908 entspannte sich die Situation etwas, als vom Bahnhof Sinsen eine Personenzugverbindung zum Bergwerk eingerichtet wurde. So konnten auch Bergleute aus dem Münsterland angeworben werden, die mit dem Zug zur Arbeit kamen. Dennoch mussten weitere Maßnahmen ergriffen werden und man begann Zechensiedlungen zu bauen. Im Sommer 1908 waren die ersten Häuser am Römerweg bezugsfertig. Zwischen 1908 und 1910 wurden 80 Häuser mit 318 Wohnungen gebaut.
Im gleichen Jahr wurde auf dem Zechengelände eine Benzolfabrik mit einer Reinigungsanlage gebaut. Dadurch war es möglich, die durch die Kokerei entstandenen Gase in verkaufsfähige Benzolprodukte umzuwandeln. Gleichzeitig wurde auch die Kokerei um 60 Abhitzeöfen und 1911 noch einmal um 60 Regenerativöfen vom System Collin erweitert.
Im März 1912 konnten sich die Gewerkvereine und Berufsvereinigungen mit der Zechenleitung nicht über die Lohnforderungen der Bergleute einigen, und es kam zu einem ersten größeren Streik. Knapp die Hälfte der Belegschaft erschien nicht zur Arbeit. Die Bergleute der Zeche Brassert solidarisierten sich und streikten ebenfalls. Zu großen Auseinandersetzungen kam es allerdings nicht. Dennoch wurde staatlicherseits Polizei und Militär aus Frankfurt, Hannover und Magdeburg nach Marl geschickt. Dies führte dann auch schnell zum Abbruch des Streiks.
1912 war für die Zechen in Marl ein Jahr mit stagnierendem Kohleabsatz. Grund war die mangelnde Zuteilung von Eisenbahnwagen zum Kohletransport durch die Preußischen Staatseisenbahnen.
Um den Transport auswärtiger Bergleute weiter zu verbessern, beteiligte sich die Zeche am Bau einer Straßenbahnlinie von Recklinghausen über den Bahnhof Sinsen nach Marl-Hüls. Bergleute konnten diese Linie zum vergünstigten Preis benutzen, weil die Zeche die Fahrkarten subventionierte.

### 1914 bis 1932
Der Beginn des Ersten Weltkriegs im August 1914 führte zu einem Förderausfall von 35 % und Teile der Kokerei mussten deshalb stillgelegt werden. Der Krieg führte auch dazu, dass die Belegschaft verringert wurde. 1630 Bergleute waren eingezogen worden und 113 bereits gefallen. Den Arbeitermangel versuchte man durch 678 Kriegsgefangene und Arbeiter aus den besetzten Gebieten aufzufangen, was aber schwierig war, weil sie ungelernt waren.
Im Jahre 1917 kam es erneut zum Streik. Hintergrund waren diesmal nicht Lohnforderungen, sondern die Lebensmittelknappheit. Durch den Krieg waren die Grundnahrungsmittel erheblich verteuert worden oder überhaupt nicht mehr vorhanden. Die Gewerkschaften traten in den Jahren nach dem Ersten Weltkrieg immer stärker in den Vordergrund und stellten Forderungen an die Zeche. Neben höheren Löhnen wurden nun auch immer öfter Arbeitszeitverkürzungen von acht auf sechs Stunden gefordert. Die Verhandlungen gipfelten im März 1919 in einem weiteren Streikaufruf, dem diesmal die gesamte Belegschaft von Auguste Victoria folgte. Die Zechenleitung drohte in öffentlichen Bekanntmachungen damit, dass die Zeche schließen müsste, wenn nicht die notwendigen Instandhaltungsarbeiten gemacht würden. Man einigte sich schließlich auf einen Notbetrieb. Obwohl den Forderungen der Gewerkschaften in den Verhandlungen nur geringfügig gefolgt wurde, gaben einige Gewerkschaften nach und der Streik wurde von den anderen Ende April 1919 widerwillig beendet.
Im Jahr 1921 erreichte die Belegschaft der Zeche mit 3953 Bergleuten einen vorläufigen Spitzenwert.
Im Jahr 1923 begann man etwa 2,5 km nördlich von Schacht 1/2 mit den Teufarbeiten für den Schacht 3. Geplant war eine Doppelschachtanlage. Wegen der Ruhrbesetzung im Januar 1923 mussten die Arbeiten jedoch bis 1925 eingestellt werden. Die Besetzung durch französische und belgische Truppen führte auch zu einem Rückgang der Kohleförderung. Der Betrieb der Zeche wurde durch die Abgaben an die Besatzungsmächte zunehmend unrentabel. Erst nach Ende der Besetzung normalisierte sich der Betrieb einigermaßen, obwohl der Kohleabsatz zunächst stagnierte, weil auch die Kohleabnehmer unterbeschäftigt waren. Die Teufarbeiten am Schacht 3 wurden 1925 aber wieder aufgenommen. Ein Jahr später erreichte der Schacht bei circa 680 m das Karbon.
1925 sollten im Zuge der kommunalen Neugliederung einige Gemeindegrenzen geändert und kleinere Orte eingemeindet werden. Die Zeche nahm auf diese Neuordnung starken Einfluss, indem sie sich beim Regierungspräsidenten dafür einsetzte, dass Ortschaften, in denen Schachtanlagen von Auguste Victoria standen, zu Marl eingemeindet werden sollten. Man wollte bei der Steuerzahlung nur mit einer Gemeinde zu tun haben.
Kurz vor der Inbetriebnahme des Schachtes AV 3 brachen am 24. Juli 1927 Schwimmsande ein und verschütteten fünf Bergleute. Die Arbeit an Schacht 3 wurde daher vorerst eingestellt und konnte erst 1937 wieder aufgenommen werden.
Im Jahr 1928 begann man im Stadtteil Drewer, etwa zwei Kilometer südwestlich der Schachtanlage 1/2, mit den Teufarbeiten für Schacht 4, der ein Jahr später in Betrieb ging. Unweit von Schacht 4 wurde von 1930 bis 1931 Schacht 5 abgeteuft.
1931 drohte die Bergwerksleitung den Bergleuten mit Kündigung, wenn sie sich nicht mit einer 12%igen Lohnkürzung einverstanden erklärten. Dies führte erneut zu einem Streikaufruf, der aber mehrheitlich abgelehnt wurde.

### 1933 bis 1945
Mit der Machtergreifung der Nationalsozialisten 1933 wurden die Gewerkschaftsmitglieder in der Deutschen Arbeitsfront „gleichgeschaltet“. Wer damit nicht einverstanden war, sollte sich melden. Auf der Zeche Auguste Victoria meldeten sich drei Bergarbeiter, die gleich verhaftet und zu einer Gefängnisstrafe von einem halben Jahr verurteilt wurden.
1934 begannen die Aufwältigungsarbeiten von Schacht 3, der 1937 in Betrieb gehen konnte. Westlich von Schacht 3 entstanden die Chemischen Werke Hüls. 1937 übernahm die IG Farbenindustrie AG die Zeche, die aber ihren Namen behalten durfte. 1938 erreichte die Jahresförderung von Auguste Victoria 1,5 Millionen Tonnen, in der Kokerei wurden 521.000 Tonnen Koks produziert. Im gleichen Jahr begann auf Schacht 4/5 der Abbau der 1930 zufällig entdeckten Blei-Zink-Erzvorkommen im „William-Köhler-Gang“. Die Lokomotive AV 7 wurde 1938 eigens für die Zeche produziert. 1939 wurden drei Kessel eines neuen Hochdruckkesselkraftwerks in Betrieb genommen.
1945 wurde die Schachtanlage 1/2 bei einem Luftangriff schwer beschädigt, die Jahresförderung Kohle betrug nur 502.000 Tonnen.

### Nachkriegszeit

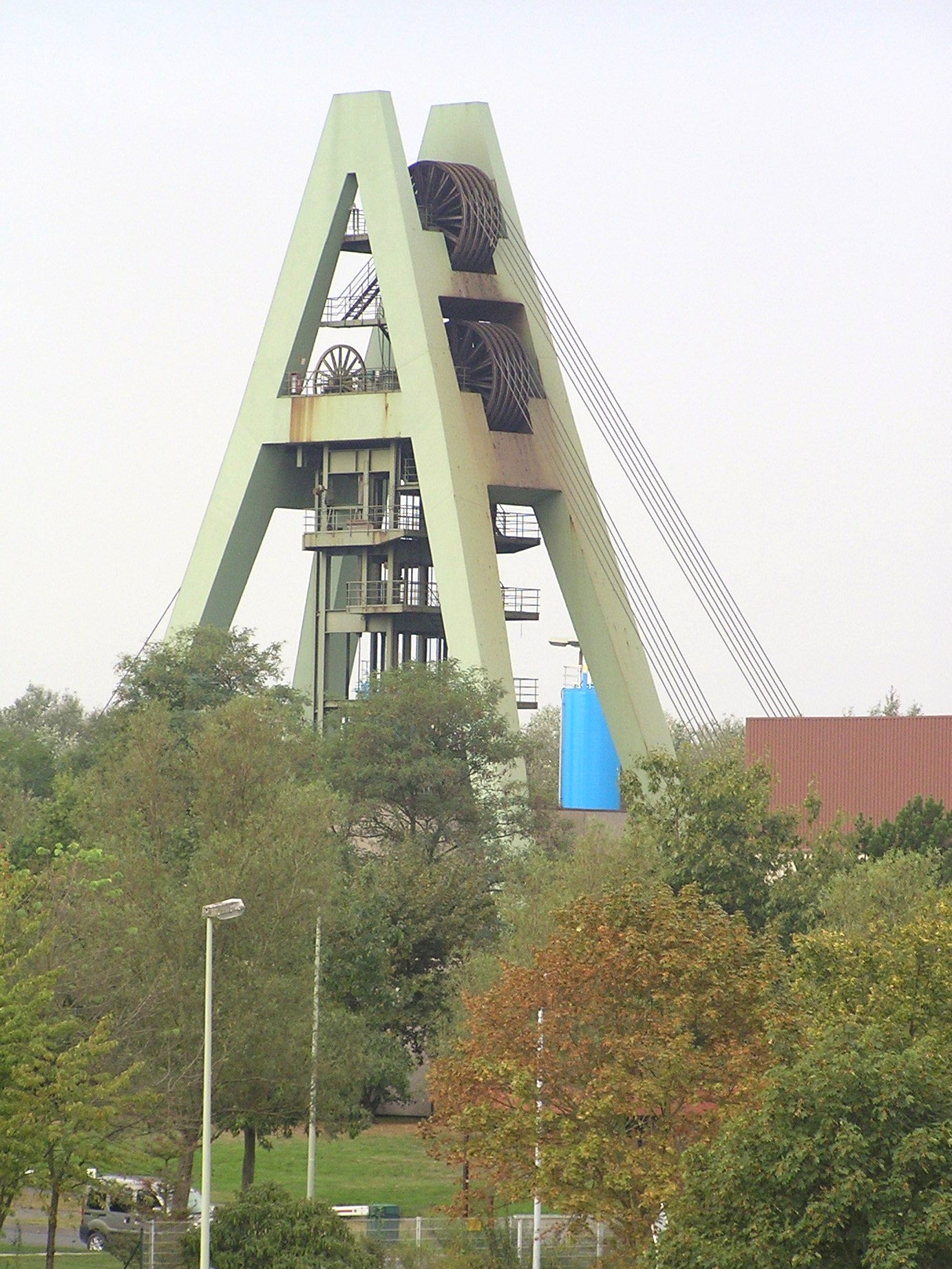
A-Fördergerüst über Schacht 8 in Haltern-Lippramsdorf (2006)

1950 wurde Schacht 6 am westlichen Rand des Waldgebietes Die Haard, etwa zwei Kilometer östlich von Schacht 3 geteuft. 1951 erreichte er bei 714 m Teufe Kohle und ging im folgenden Jahr in Betrieb. In den 1950er Jahren wurden ca. 20 % der deutschen Erzproduktion auf Auguste Victoria abgebaut. Allein 1956 wurden von den 1478 Beschäftigten des Erzabbaubetriebes 349.000 Tonnen Erz gefördert. Der Erzabbau wurde jedoch unwirtschaftlich, so dass er 1962 aufgegeben wurde. Bis dahin wurden etwa insgesamt 5,5 Millionen Tonnen Blei-Zink-Erz und etwa 400 Tonnen Silber abgebaut. Die Schachtanlage 4/5 diente fortan als Wetterschacht.
Schacht 7 wurde ab 1957 in unmittelbarer Nähe von Schacht 3 geteuft und ging 1960 in Betrieb. Schacht 7 wurde als Förderschacht des Bergwerks mit einer Skipanlage ausgerüstet. Die entstandene neue Doppelschachtanlage übernahm 1966 die Förderung von der Schachtanlage 1/2, Letztere wurde mitsamt der Kokerei stillgelegt. Schacht 5 wurde 1968 verfüllt und der Förderturm abgerissen.
1963 wurde Schacht 8 im Feld Lippramsdorf, etwa drei Kilometer nördlich der Schachtanlage 3/7 am nördlichen Ufer der Lippe als Wetterschacht für das nordöstliche Grubenfeld abgeteuft. 1972 wurden die Grubenfelder 3/7 und 8 verbunden. Im Rahmen der Vergrößerung und Ausdehnung des Grubenfeldes wurde die Anlage 1978 als Seilfahrts- und Materialförderschacht ausgebaut und bis 1980 auf ungefähr 1330 m weitergeteuft. Im Jahre 1982 wurde die neue Schachtanlage durch den damaligen nordrhein-westfälischen Ministerpräsidenten, Johannes Rau, feierlich eröffnet.
1987 begannen vier Kilometer nördlich von Schacht 8 die Teufarbeiten für einen Seilfahrt- und Materialförderschacht. Dieser Schacht 9 erreichte ein Jahr später eine Teufe von 1200 m und ging 1990 in Betrieb. Schacht 9 wurde im Juni / Juli 2016 verfüllt.
Am 1. Januar 1991 verkaufte der BASF-Konzern das Bergwerk Auguste Victoria an die Ruhrkohle AG (heute RAG Aktiengesellschaft), die Eingliederung in den Konzern dauerte jedoch noch bis 1997. Im Jahr 2000 förderte das Bergwerk mit 4003 Beschäftigten 3,54 Millionen Tonnen Kohle.
Im Jahr 2001 wurde das Bergwerk Auguste Victoria mit dem Bergwerk Blumenthal/Haard, einem Verbundbergwerk aus der Zeche General Blumenthal (Recklinghausen) und dem Bergwerk Haard, der früheren Zeche Ewald Fortsetzung (Oer-Erkenschwick), zum neuen Verbundbergwerk Auguste Victoria/Blumenthal zusammengelegt. Ein Teil des Haltern-Feldes und die Schachtanlage Haltern 1/2 wurden dem Bergwerk Auguste Victoria angeschlossen, die übrigen Anlagen von General Blumenthal/Haard wurden abgeworfen.
An den Standorten Schacht 3/7, Schacht 8 und 9 wurde zuletzt noch Steinkohle abgebaut. Insgesamt waren dort circa 3800 Menschen beschäftigt. Nachdem das Haltern-Feld abgedämmt und die beiden Schächte Haltern 1 und 2 verfüllt waren, hieß das Bergwerk seit dem 1. Januar 2007 wieder Bergwerk Auguste Victoria. Am 18. Dezember 2015 endete nach rund 116 Jahren Bergbaugeschichte mit der Schließung der Zeche die Steinkohlenförderung in Marl. Somit verblieb das Bergwerk Prosper-Haniel in Bottrop bis zu seiner Schließung am 21. Dezember 2018 als letzte Zeche im Ruhrgebiet.

## Folgenutzung

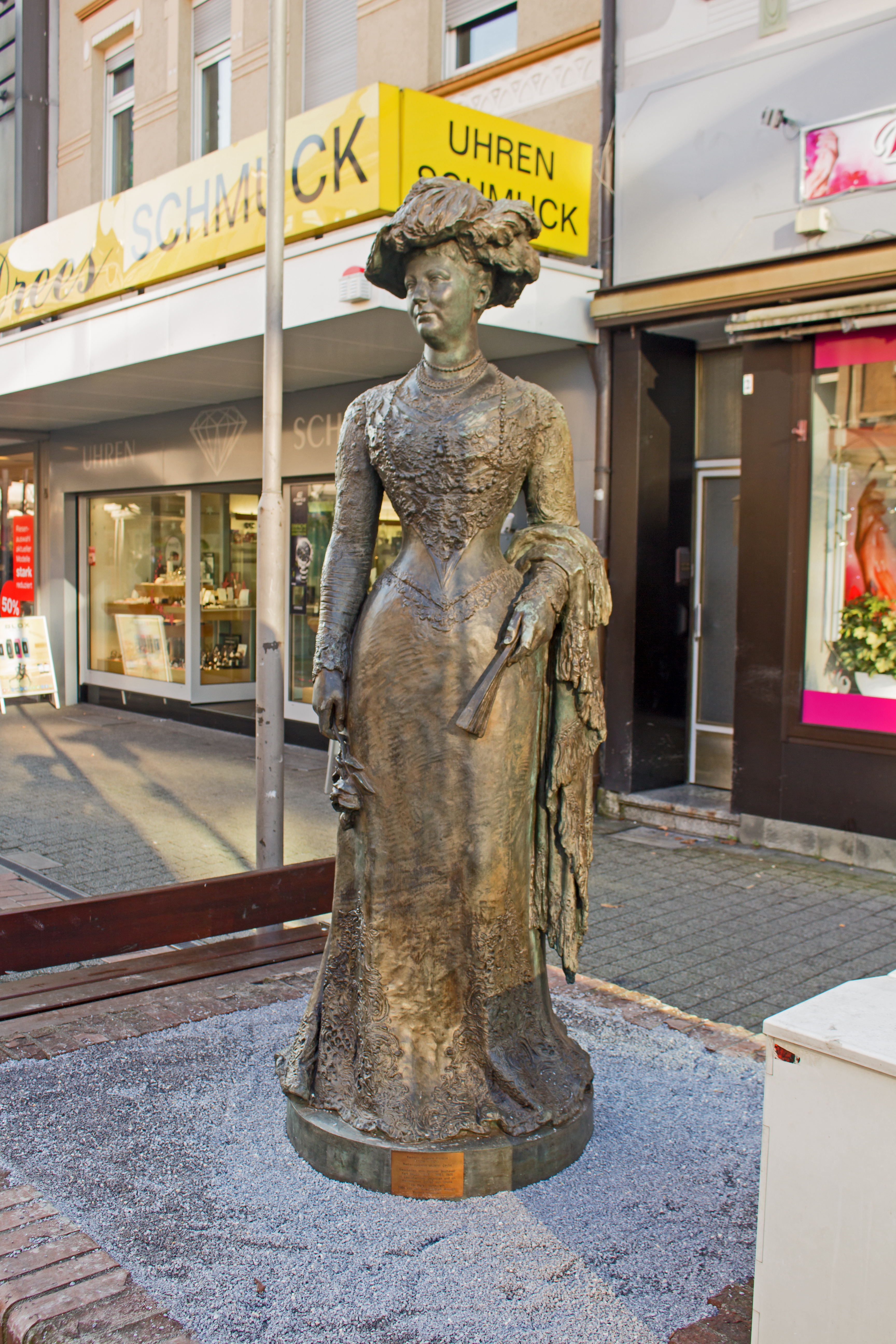
Statue der Kaiserin in der Hülsstraße mit Blick auf die AV-Schachtanlagen

Die Schächte wurden 2007 verfüllt und die Förderseile abgelegt. Schacht 6 wurde im November 2012 verfüllt.
Das Fördergerüst über Schacht 4 wurde erhalten und 1995 in die Denkmalliste von Marl aufgenommen. 2005 wurde im Maschinenhaus von Schacht 4 ein lokales Bergbaumuseum eröffnet.

### Ansiedelung von Unternehmen
Nach der Schließung von AV im Jahr 2015 und allen damit verbundenen Maßnahmen versucht die Stadt Marl gemeinsam mit der RAG und dem Land NRW unter dem Namen Die neue Victoria, eine schnelle Nachfolgenutzung für die ehemaligen Zechengelände zu erreichen. Für das rund 90 Hektar große Areal, von den Planern als „gate.ruhr“ beworben, mit seiner günstigen Verkehrsanbindung (Wasser, Straße und Schiene) wird versucht, Gewerbe- und Logistikunternehmen anzusiedeln und damit im Bestfall ca. 1000 neue Arbeitsplätze zu schaffen. Die Flächen auf dem Gelände von „gate.ruhr“ sollen ab 2020 nutzbar sein.

### Kultur
- 2016: Ruhrtriennale: Musikschauspiel Die Fremden, auf der Grundlage des Romans Der Fall Meursault – Eine Gegendarstellung von Kamel Daoud. Uraufführung am 3. September 2016 in der Kohlenmischhalle in Marl.[7]

## Lage
- Schacht 1: Victoriastraße 43, Marl-Hüls, 51° 40′ 3,5″ N, 7° 8′ 9″ O
- Schacht 2: Victoriastraße 43, Marl-Hüls, 51° 40′ 4″ N, 7° 8′ 12,5″ O
- Schacht 3: Carl-Duisberg-Straße, Marl, 51° 41′ 11″ N, 7° 6′ 42″ O
- Schacht 4: Am Wetterschacht, Marl-Drewer, 51° 39′ 18,6″ N, 7° 6′ 49,9″ O
- Schacht 5: Am Wetterschacht, Marl-Drewer, 51° 39′ 21,5″ N, 7° 6′ 50″ O
- Schacht 6: Hülsbergstraße, Marl, 51° 41′ 22,1″ N, 7° 9′ 8,9″ O
- Schacht 7: Carl-Duisberg-Straße, Marl, 51° 41′ 6,5″ N, 7° 6′ 38″ O
- Schacht 8: Feldmarkstraße, Haltern-Lippramsdorf, 51° 42′ 46,8″ N, 7° 7′ 3,1″ O
- Schacht 9: Lembecker Weg, Haltern-Lippramsdorf, 51° 44′ 50,1″ N, 7° 5′ 43,8″ O

## Trivia
- Der Film "Super" von Adolf Winkelmann wurde, wie im Abspann zu lesen, u. a. auf AV Marl gedreht.
- In der Folge „Entführt“ der RTL-Serie Alarm für Cobra 11 wird ein junges Mädchen in Schacht 7 der Auguste-Victoria-Zeche gefangen gehalten.
- Für die 49. Folge der Sat.1-Serie Der letzte Bulle wurden ebenfalls Szenen auf AV gedreht.
- Am Tag der letzten Schicht lud der Fußballverein FC Schalke 04 die Bergleute der Zeche zum Bundesliga-Heimspiel gegen die TSG 1899 Hoffenheim am 18. Dezember 2015 ein.[8]
- Die Statue der Kaiserin wurde Ende 2016 von ihrem langjährigen Standort auf dem AV-Gelände vor dem Bürogebäude in die Hülsstraße versetzt, wo sie nun in Richtung „ihres“ ehemaligen Bergwerks blickt. Sie soll mitten in der Fußgängerzone ein sichtbares Zeichen der fortdauernden Verbundenheit der Stadt mit dem Bergwerk/Bergbau sein.[9]

## Galerie

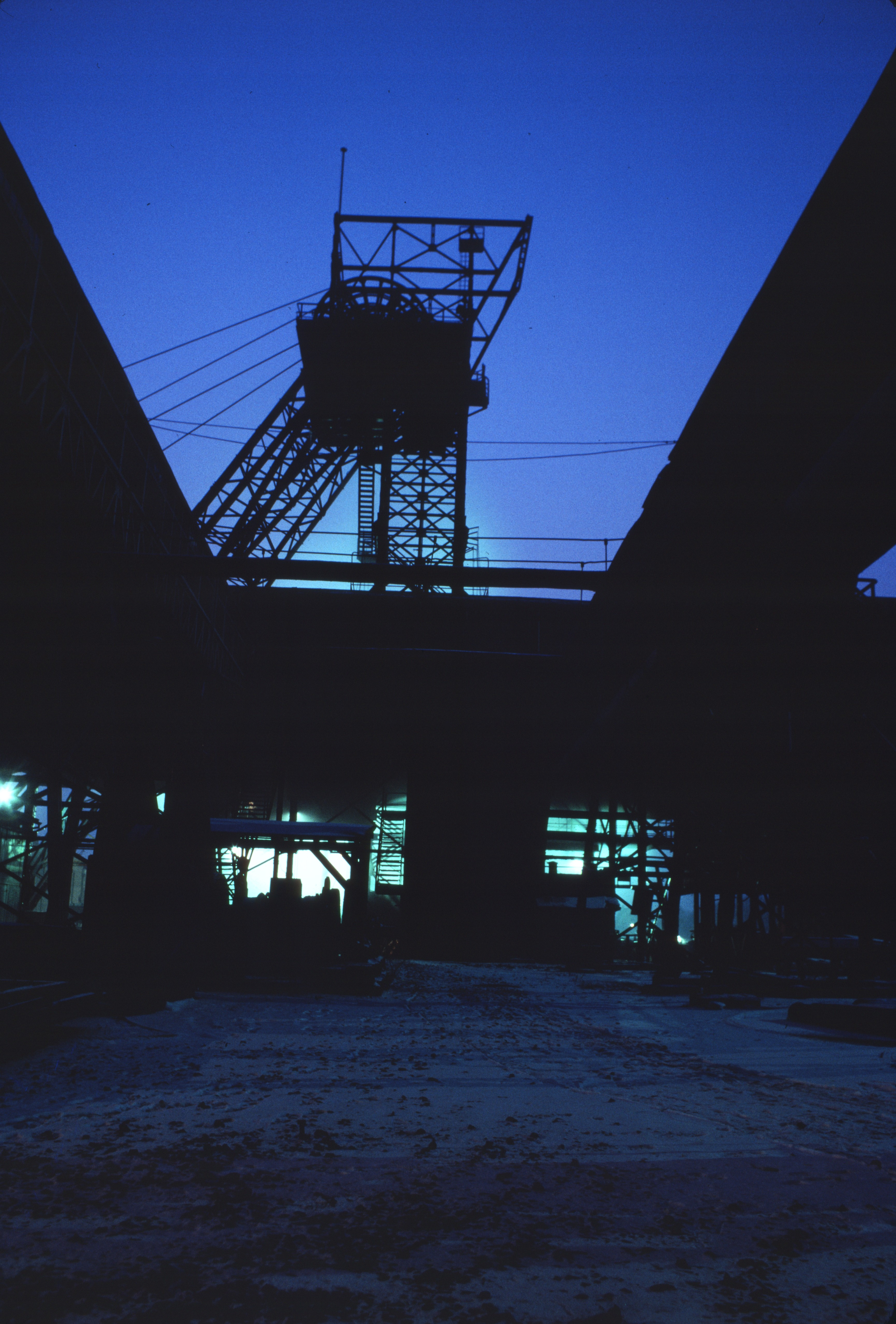
Schacht AV 1
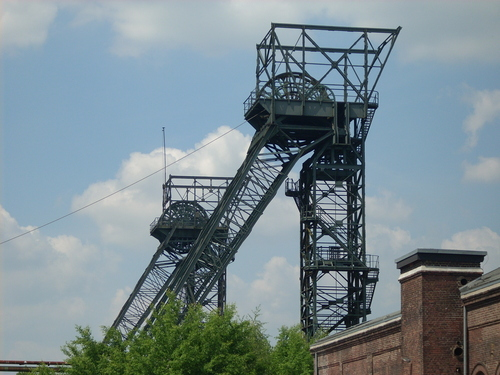
Schacht AV 1/2
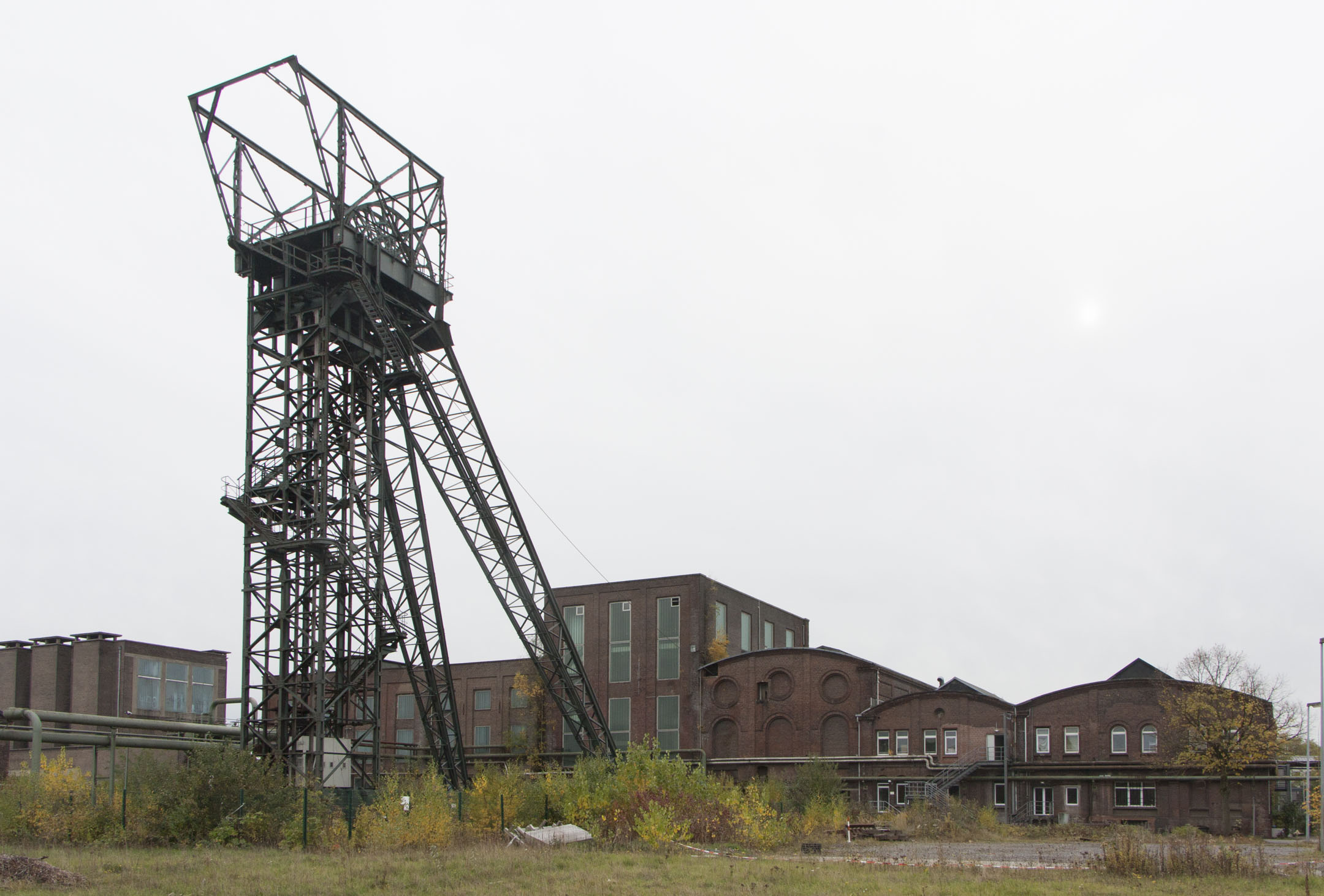
Schacht AV 1/2
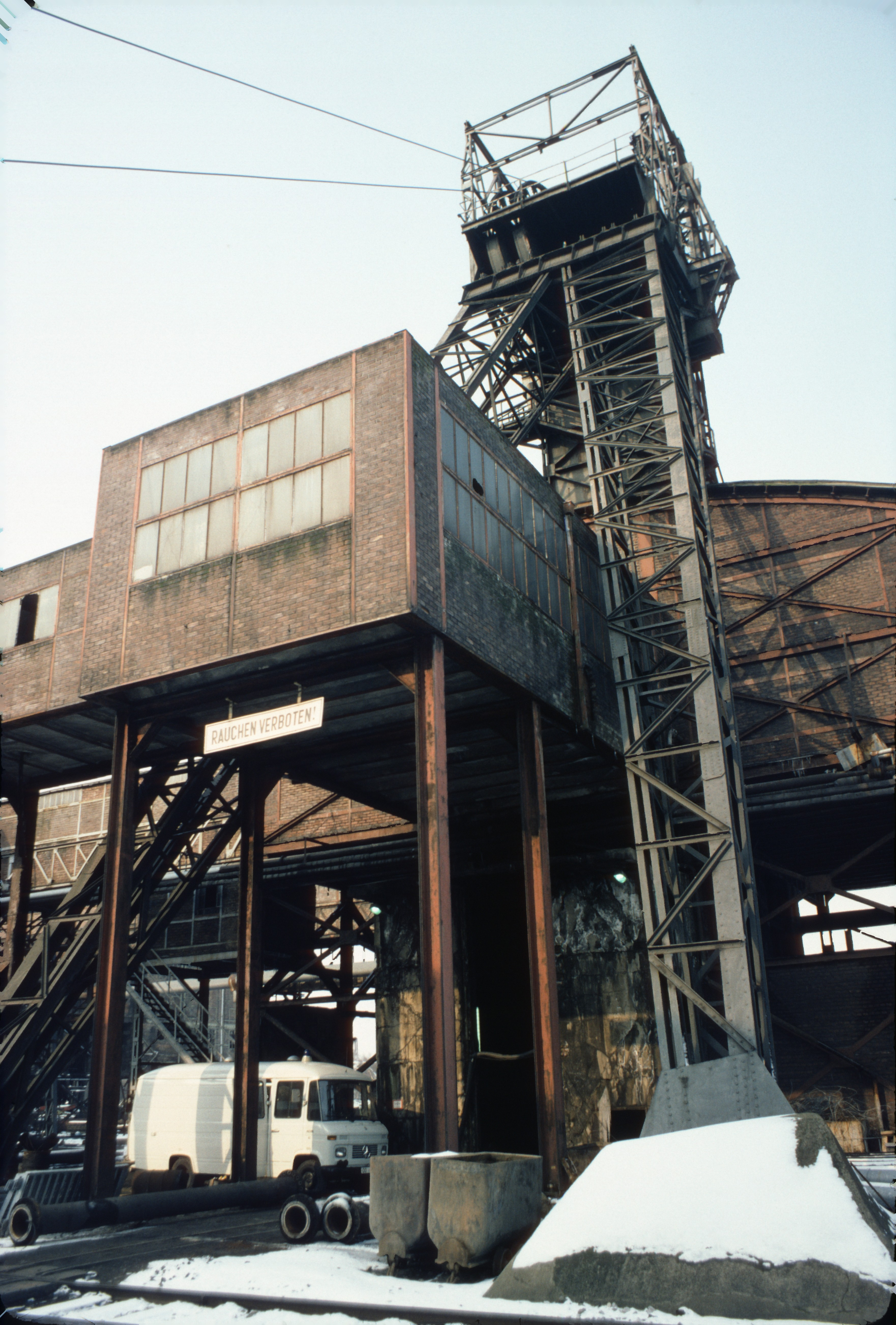
Schacht AV 2
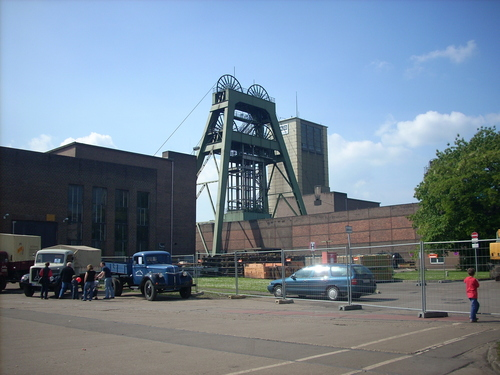
Schacht AV 3/7
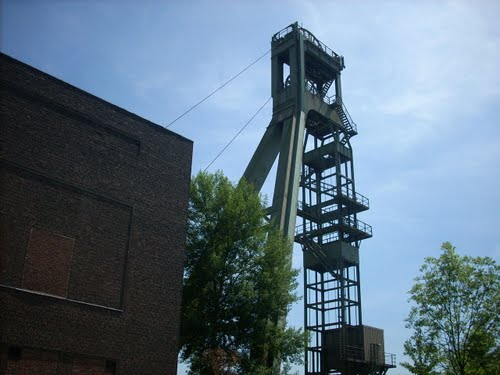
Schacht AV 4/5
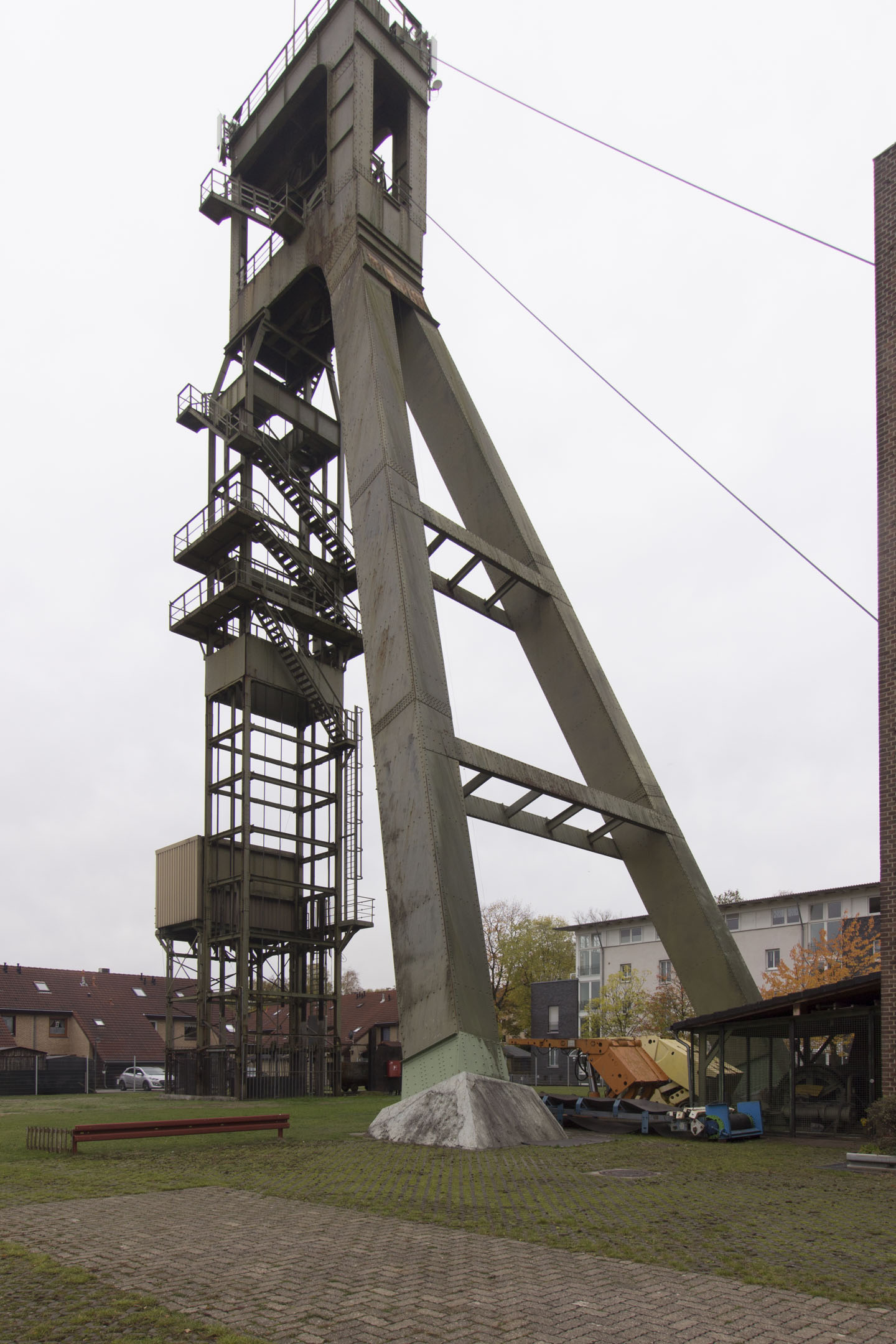
Schacht IV/V
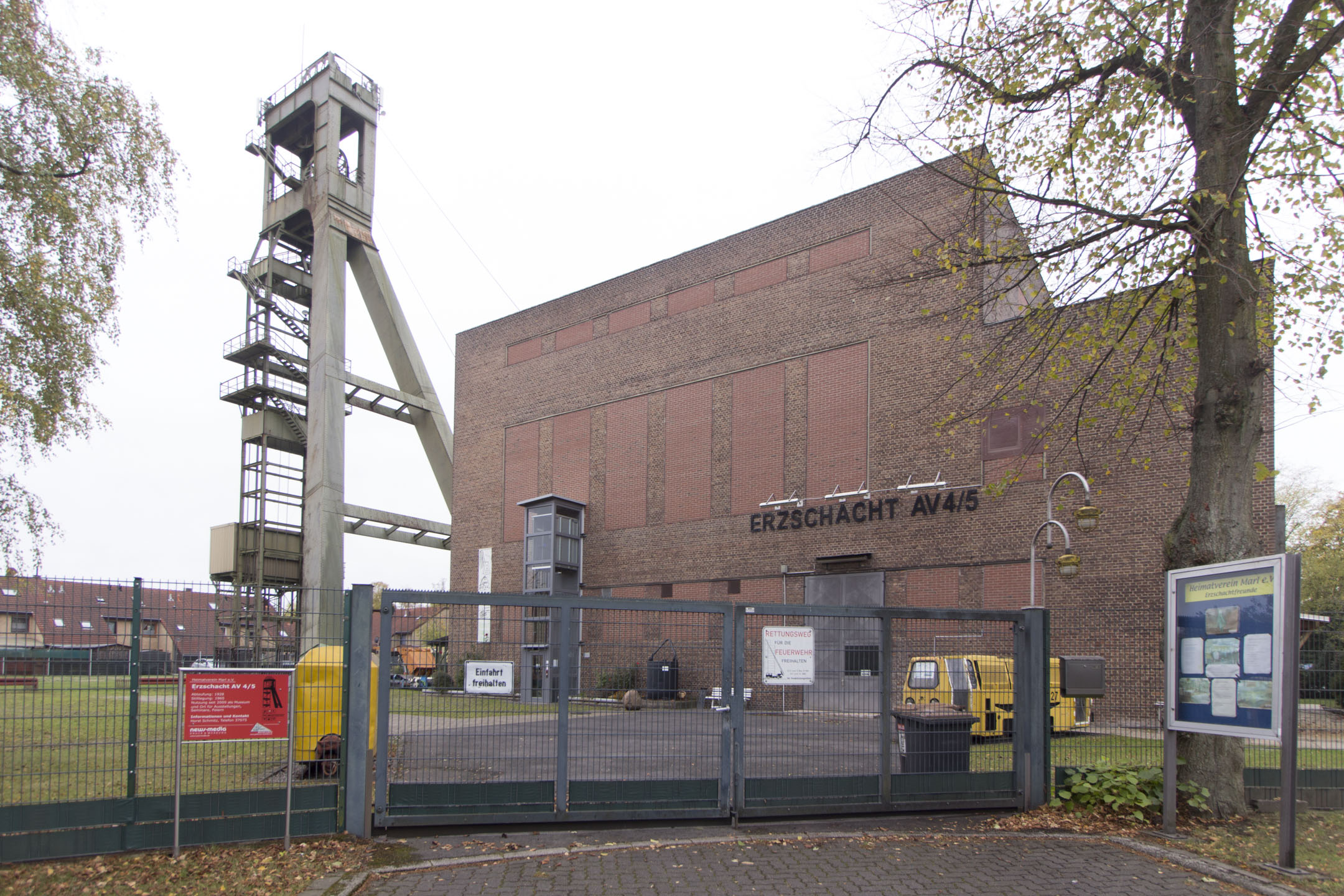
Schacht IV/V
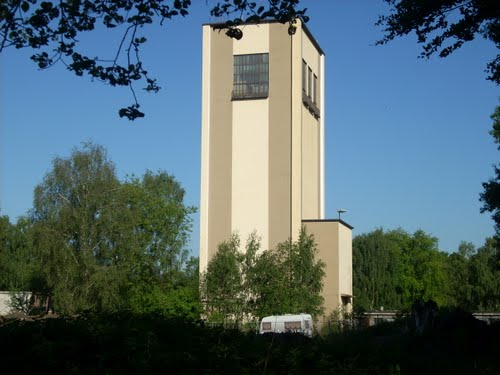
Schacht AV 6
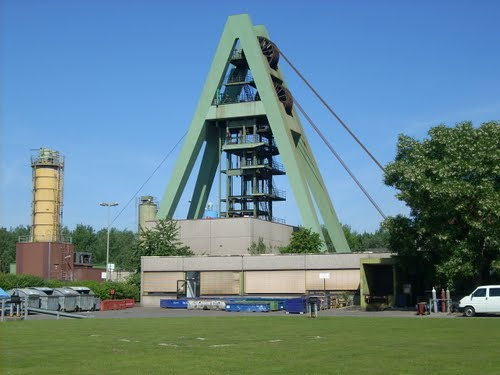
Schacht AV 8
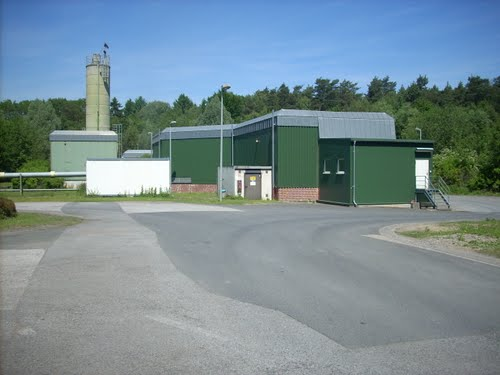
Schacht AV 9